# 王恩茂
王恩茂（1913年5月19日—2001年4月12日），汉族，江西省永新县人，中国共产黨、中华人民共和国政治人物，原副国级领导人。曾任第三届国防委员会委员，中共第八、九届中央候补委员，第十一、十二届中央委员，第六、七届全国政协副主席。1955年获二级八一勋章、一级独立自由勋章、一级解放勋章。1955年被授予中將軍銜。1988年获一级红星功勋荣誉章。中華人民共和國成立後王恩茂曾長期擔任新疆維吾爾自治區黨委第一書記（1952—1966, 1981—1985）。1993年3月，王恩茂离开全国政协领导岗位。
2001年4月12日10时45分在北京逝世，享年88岁。4月18日，遗体在北京市八宝山革命公墓火化。李鹏、胡锦涛、张万年、温家宝、曾庆红、乔石、宋平、刘华清、邹家华、王光英、布赫、铁木尔·达瓦买提、司马义·艾买提、王忠禹、韩杼滨、阿沛·阿旺晋美、宋健、李贵鲜、陈俊生、朱光亚、赵南起、白立忱、经叔平、罗豪才和廖汉生、马文瑞、杨白冰、王汉斌、洪学智、鄧力群，中央军委委员于永波、王瑞林、郭伯雄等中共高层领导人前往送别。後和夫人骆岚（1920—2006）合葬于新疆维吾尔自治区乌鲁木齐市革命烈士陵园。
2013年为纪念王恩茂诞辰100周年，中共中央、江西省、新疆维吾尔自治区组织策划了一系列纪念活动。其中由新疆电视台纪录片导演郭有德执导，野马集团董事长陈志峰担任制片人的大型文献纪录片《王恩茂》，在第22届中国电视纪录片十佳十优作品及优秀栏目、年度频道、年度人物推选活动上，获第22届中国电视纪录片收藏作品奖，被中央档案馆与国家博物馆收藏。
大型文献纪录片《王恩茂》由新疆维吾尔自治区党委宣传部、新疆生产建设兵团党委宣传部、新疆军区政治部、新疆电视台联合摄制。纪录片从峥嵘岁月、功垂边塞、情暖天山、逆境丹心、重返故土、魂归家园等方面反映王恩茂的戎马生涯。该片分为5集，每集45分钟，于2013年5月在央视一套播出。
2013年5月20日，中共中央在北京举行“纪念王恩茂同志诞辰100周年座谈会”。中共中央政治局常委、全国政协主席俞正声出席座谈会，并在会前会见了王恩茂同志亲属。中共中央书记处书记、全国政协副主席杜青林主持座谈会并讲话。全国政协副主席兼秘书长张庆黎及各有关方面代表约200人出席。
2013年5月22日，江西省在南昌举行“纪念王恩茂同志诞辰100周年座谈会”。江西省委副书记、省长鹿心社讲话，省委副书记尚勇主持。省领导黄跃金、姚亚平、洪礼和出席，陶正明发言。